# Ochodaeus montanus
Ochodaeus montanus är en skalbaggsart som beskrevs av Fuente 1912. Ochodaeus montanus ingår i släktet Ochodaeus och familjen Ochodaeidae. Inga underarter finns listade i Catalogue of Life.